# Sergio Siorpaes
Sergio Siorpaes   (Cortina d'Ampezzo, 20 de juliol de 1934) és un pilot de bob italià, ja retirat, que va competir durant les dècades de 1950 i 1960. És germà del també pilot de bob Gildo Siorpaes.
El 1964 va prendre part en els Jocs Olímpics d'Hivern d'Innsbruck, on disputà les dues proves del programa de bob. En ambdues guanyà la medalla de bronze. En la prova del bobs a dos va formar equip amb Eugenio Monti, mentre en el bobs a quatre ho va fer amb el mateix Monti, Benito Rigoni i Gildo Siorpaes. En el seu palmarès també destaquen cinc medalles d'or i dues de plata al Campionat del món de bob.